# Ageplay
Nell'ambito delle pratiche erotiche BDSM, l'ageplay (lett.: gioco di età) è un gioco di ruolo sessuale più comunemente di tipo regressivo, nel quale uno o più adulti consenzienti interpretano il ruolo di un bambino, imitandone abbigliamento e comportamenti. 
Questo tipo di gioco può indifferentemente prevedere scenari e atti esplicitamente sessuali, oppure limitarsi all'esecuzione di gesti e comportamenti più feticistici e non direttamente legati all'eccitazione e al piacere sessuale.

## Forme di Ageplay
Le principali modalità in cui si svolge questo tipo di gioco erotico, sono:
- la simulazione dei ruoli parentali, ad es. di genitore e figlio, ovvero di babysitter e bambino, il che può comportare anche pratiche come lo spanking (sculacciate), il diapering, ovvero l'uso di pannoloni e la rinuncia temporanea al controllo degli sfinteri, anche a fini di umiliazione erotica, pratiche di tipo medical come l'uso di clisteri, misurazione della temperatura rettale, inserimento di supposte o altro;
- atti di natura più direttamente sessuale, come simulazioni di atti incestuosi, o in ogni caso simulazioni di rapporti sessuali ispirati a tematiche pedofile, in cui il soggetto dominante può interpretare il ruolo dell'adulto assumendo connotati particolarmente autoritari, quali quelli tipici di un insegnante, di un dottore, di un guardiano, nei confronti del quale il soggetto che interpreta il ruolo infantile possa avvertire una particolare e ulteriore soggezione.